# Sérges Konan Kouadio
Sérges Konan Kouadio (* 31. Dezember 1988 in Divo) ist ein ivorischer ehemaliger Fußballspieler.

## Karriere

### Verein
Kouadio begann seine Karriere 2001 mit Académie de Sol Beni, dem Fußballinternat von ASEC Mimosas unter der sportlichen Leitung von Jean-Marc Guillou. Im Frühjahr 2006 startete er in der Profi-Abteilung des ASEC Mimosas seine Profikarriere. Im Sommer 2007 folgte ein Probetraining mit dem englischen Team Charlton Athletic, zusammen mit seinen ASEC-Vereinskollegen Gohi Bi Cyriac, Ismael Beko Fofana, Cesar Troh und Antoine N'Gossan. Er unterschrieb nach dessen erfolgreichen Abschluss einen 3-Jahres-Vertrag, wurde jedoch im August für eine Saison nach Norwegen an Fredrikstad FK verliehen. Sein Debüt feierte Kouadio am 9. April 2007 gegen den Lillestrøm SK. In der Tippeligaen kam Kouadio zu 17 Spielen und kehrte im Juni 2008 nach England zurück. Zur Saison 2008/09 wurde er erneut verliehen, diesmal an den französischen Drittligisten AS Cherbourg, wo er nur zu drei Einsätzen kam. Im Mai 2009 kehrte er endgültig zu Charlton Athletic zurück und kam bis zum Winter 2009/10 lediglich zu Einsätzen im Reserveteam. Im Januar 2010 kehrte er in die Elfenbeinküste zurück und unterschrieb beim Erstligaaufsteiger Académie de Football Amadou Diallo-Djékanou.